# Ricardo Pereira (fotbalista, 1993)
Ricardo Domingos Barbosa Pereira (* 6. října 1993 Lisabon) je portugalský profesionální fotbalista, který hraje na pozici krajního obránce za anglický klub Leicester City FC a za portugalský národní tým.

## Klubová kariéra

### Vitória Guimarães
Pereira, který je kapverdského původu, se narodil v Lisabonu a začal hrát fotbal s v akademii místního klubu CF Benfica. Po šestiletém působení v akademii Sportingu Lisabon přestoupil v roce 2010 do Associação Naval 1º de Maio. Po jediném roce se přestěhoval do Guimarãese, kde v klubu Vitória SC prošel až do A-týmu.
Pereira debutoval 1. dubna 2012, když odehrál 12 minut domácího ligového vítězství 3:1 nad Paços de Ferreira. V sezóně 2012/13 vstřelil čtyři branky v pěti zápasech portugalského poháru včetně vítězné branky ve finále proti Benfice Lisabon; pomohl tak klubu k historicky prvnímu vítězství v této soutěži.

### Porto
Dne 16. dubna 2013, před koncem sezóny, potvrdil Pereira přestup do FC Porto, ke kterému se 1. července přesunul za částku okolo 1,6 miliónů euro. V klubu debutoval 18. srpna, když nastoupil na poslední minutu zápasu proti Vitórii FC. Svůj první gól vstřelil v zápase 18. kola Primeira Ligy, když zvyšoval na konečných 3:0 v domácím utkání proti Paços de Ferreira. Během své první sezóny v klubu neustále rotoval mezi A-týmem a rezervou; díky manažeru Paulo Fonsecovi změnil svoji pozici z křídelníka na krajního obránce. Svůj první zápas v Lize mistrů odehrál 26. srpna 2014, když v 84. minutě 4. předkola proti francouzskému Lille OSC vystřídal zraněného Casemira.

#### Nice (hostování)
V létě 2015, po odehrání 33 utkání v dresu Porta, odešel Pereira na dvouleté hostování do francouzského klubu OGC Nice. V Ligue 1 debutoval 12. září, a to když odehrál celých 90 minut domácího utkání proti EA Guingamp. Ve svém druhém ligovém zápase, proti SC Bastia, asistoval na branky Nampalyse Mendyho a Saïda Benrahmy, a hrál tak velkou roli při výhře 3:1.
V dubnu 2016 byl organizací CIES Pereira zvolen nejlepším krajním obráncem francouzské ligy.
Svůj první gól v dresu Les Aiglons vstřelil 2. října 2016, a to když otevřel skóre domácího utkání proti Lorientu. Svoji druhou, a zároveň poslední, branku v klubu vstřelil 30. dubna 2017 v zápase proti Paris Saint-Germain, když nejprve asistoval na branku Maria Balotelliho a následně zvýšil na 2:0. Zápas skončil překvapivým vítězstvím Nice 3:1.

#### Návrat do Porta
Po svém opětovném připojení k portugalskému klubu se stal stabilním členem základní sestavy. V sezóně 2017/18 odehrál 27 ligových utkání, ve kterých vstřelil dvě branky. První při domácí výhře 6:1 nad FC Paços de Ferreira a druhou při remíze 1:1 proti Desportivu Aves. Dále také odehrál pět ze šesti zápasů základní skupiny Ligy mistrů a podílel se na postupu mezi nejlepších šestnáct. V osmifinále však bylo Porto, po výsledcích 0:5 a 0:0, vyřazeno anglickým Liverpoolem.

### Leicester City
Dne 1. července 2018 odešel Pereira do anglického Leicesteru City za částku ve výši asi 22 milionů euro. Debut v Premier League si odbyl 10. srpna, když odehrál celé utkání proti Manchesteru United. Svůj první gól vstřelil v den svých 25. narozenin, když se prosadil při domácí prohře 1:2 s Evertonem. Na konci sezóny byl zvolen nejlepším hráčem sezóny svého týmu podle fanoušků i podle hráčů.
Pereira skóroval ve dvou po sobě jdoucích vítězstvích nad Tottenhamem Hotspur a Newcastlem United v září 2019, oba na King Power Stadium, a 4. března následujícího roku vstřelil jedinou branku zápasu proti Birminghamu City v pátém kole FA Cupu, díky čemuž Foxes postoupili poprvé za osm let do čtvrtfinále soutěže. O několik dní později utrpěl zranění předního zkříženého vazu, a musel tak vynechat zbytek sezóny.

## Reprezentační kariéra
Pereira odehrál celkem 35 zápasů v portugalských mládežnických reprezentacích, ve kterých vstřelil 12 gólů. Byl součástí týmu do 21 let, který skončil druhý na Mistrovství Evropy v roce 2015; na turnaji odehrál čtyři zápasy, včetně semifinále, ve kterém gólem a asistencí přispěl k výhře 5:0 nad Německem, a finále, ve kterém Portugalci podlehli Švédsku po penaltovém rozstřelu.
Do seniorské reprezentace byl poprvé povolán v říjnu 2015 na zápas kvalifikace na Mistrovství Evropy proti Srbsku; do zápasu však nezasáhl. V listopadu 2015 byl Pereira nominován do reprezentace podruhé, a to na přátelské zápasy proti Rusku a Lucembursku. V zápase proti Rusku debutoval, když v 82. minutě porážky 0:1 vystřídal Gonçala Guedese.
Pereira byl manažerem Fernandem Santosem nominován na závěrečný turnaj Mistrovství světa 2018. Na turnaji debutoval 30. června, když v osmifinále odehrál celých 90 minut proti Uruguayi.

## Statistiky

### Klubové
K 28. srpnu 2021
| Klub              | Sezóna  | Liga           | Liga   | Liga | Národní pohár | Národní pohár | Ligový pohár | Ligový pohár | Evropské poháry | Evropské poháry | Ostatní | Ostatní | Celkem | Celkem |
| Klub              | Sezóna  | Liga           | Zápasy | Góly | Zápasy        | Góly          | Zápasy       | Góly         | Zápasy          | Góly            | Zápasy  | Góly    | Zápasy | Góly   |
| ----------------- | ------- | -------------- | ------ | ---- | ------------- | ------------- | ------------ | ------------ | --------------- | --------------- | ------- | ------- | ------ | ------ |
| Vitória Guimarães | 2011/12 | Primeira Liga  | 3      | 0    | 0             | 0             | 0            | 0            | —               | —               | —       | —       | 3      | 0      |
| Vitória Guimarães | 2012/13 | Primeira Liga  | 27     | 0    | 5             | 4             | 3            | 2            | —               | —               | —       | —       | 35     | 6      |
| Vitória Guimarães | Celkem  | Celkem         | 30     | 0    | 5             | 4             | 3            | 2            | —               | —               | —       | —       | 38     | 6      |
| Porto             | 2013/14 | Primeira Liga  | 14     | 2    | 1             | 0             | 2            | 0            | 3               | 0               | —       | —       | 20     | 2      |
| Porto             | 2014/15 | Primeira Liga  | 5      | 0    | 0             | 0             | 5            | 0            | 3               | 0               | —       | —       | 13     | 0      |
| Porto             | 2017/18 | Primeira Liga  | 27     | 2    | 6             | 0             | 3            | 0            | 7               | 0               | —       | —       | 43     | 2      |
| Porto             | Celkem  | Celkem         | 46     | 4    | 7             | 0             | 10           | 0            | 13              | 0               | —       | —       | 76     | 4      |
| Nice (host.)      | 2015/16 | Ligue 1        | 26     | 0    | 0             | 0             | 1            | 0            | —               | —               | —       | —       | 27     | 0      |
| Nice (host.)      | 2016/17 | Ligue 1        | 24     | 2    | 1             | 0             | 0            | 0            | 5               | 0               | —       | —       | 30     | 2      |
| Nice (host.)      | Celkem  | Celkem         | 50     | 2    | 1             | 0             | 1            | 0            | 5               | 0               | —       | —       | 57     | 2      |
| Leicester City    | 2018/19 | Premier League | 35     | 2    | 0             | 0             | 2            | 0            | —               | —               | —       | —       | 37     | 2      |
| Leicester City    | 2019/20 | Premier League | 28     | 3    | 1             | 1             | 4            | 0            | —               | —               | —       | —       | 33     | 4      |
| Leicester City    | 2020/21 | Premier League | 15     | 0    | 2             | 0             | 0            | 0            | 2               | 0               | —       | —       | 19     | 0      |
| Leicester City    | 2021/22 | Premier League | 3      | 0    | 0             | 0             | 0            | 0            | 0               | 0               | 1       | 0       | 4      | 0      |
| Leicester City    | Celkem  | Celkem         | 81     | 5    | 3             | 1             | 6            | 0            | 2               | 0               | 1       | 0       | 93     | 6      |
| Celkem            | Celkem  | Celkem         | 207    | 11   | 16            | 5             | 20           | 2            | 20              | 0               | 1       | 0       | 264    | 18     |

### Reprezentační
K 17. listopadu 2019
| Portugalsko | Portugalsko | Portugalsko |
| Rok         | Zápasy      | Góly        |
| ----------- | ----------- | ----------- |
| 2015        | 2           | 0           |
| 2016        | 0           | 0           |
| 2017        | 1           | 0           |
| 2018        | 2           | 0           |
| 2019        | 2           | 0           |
| Celkem      | 7           | 0           |

## Ocenění

### Klubové

#### Vitória Guimarães
- Taça de Portugal: 2012/13[8]

#### Porto
- Primeira Liga: 2017/18[36]

#### Leicester City
- FA Cup: 2020/21[37]
- Community Shield: 2021[38]

### Reprezentační

#### Portugalsko
- Mistrovství Evropy do 21 let: 2015 (druhé místo)[28]

### Individuální
- Hráč sezóny Leicesteru City: 2018/19[24]
- Hráč sezóny Leicesteru City podle hráčů: 2018/19[24]